# Inkompatybilizm

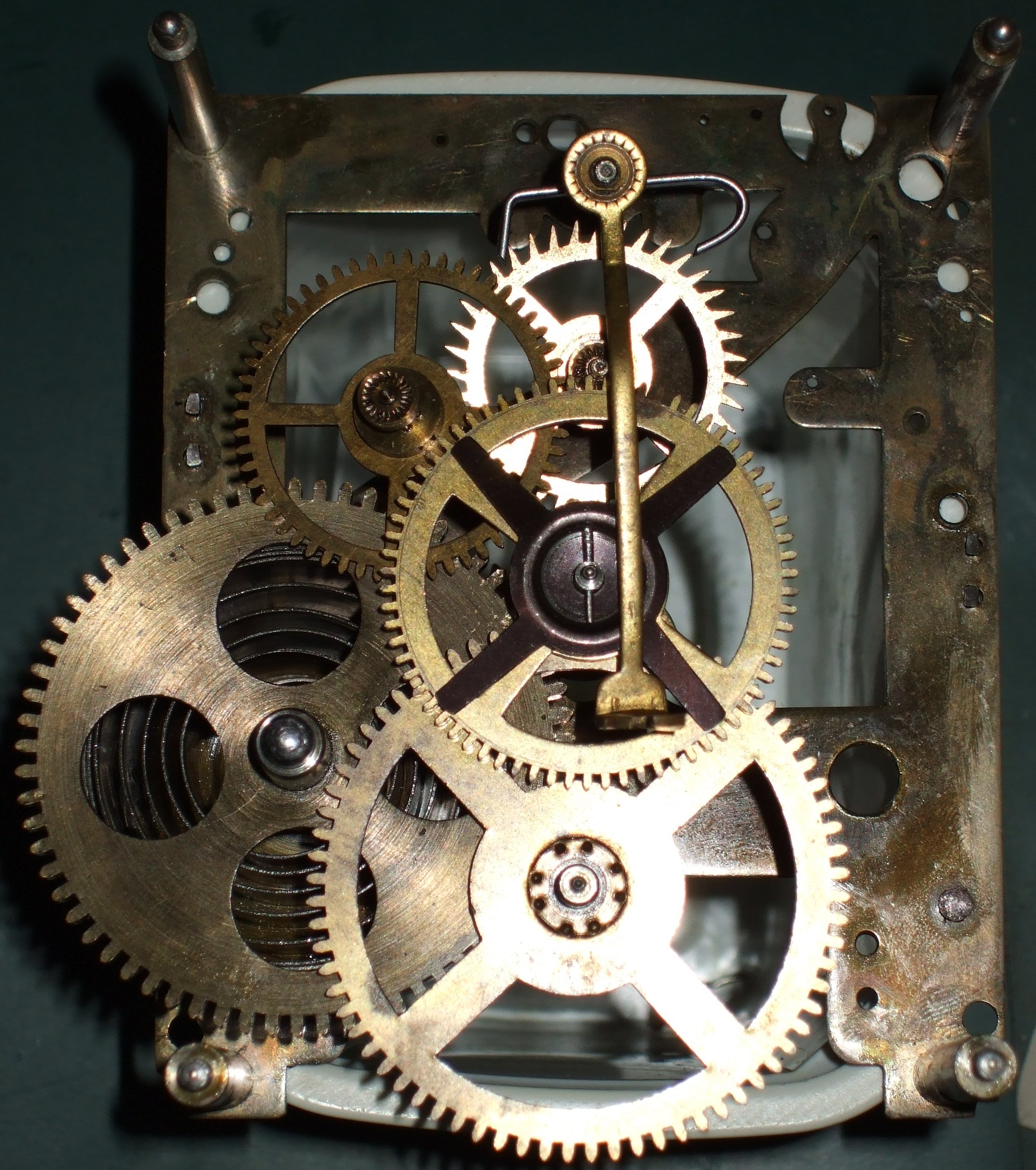
Inkompatybiliści zgadzają się, że determinizm nie pozostawia miejsca na wolną wolę. W efekcie odrzucają jedną z tych tez lub obie.

Inkompatybilizm – pogląd głoszący, że determinizm wszechświata jest zupełnie nie do pogodzenia z twierdzeniem, iż ludzie mają wolną wolę; że istnieje dychotomia pomiędzy determinizmem a wolną wolą, wobec czego filozofowie muszą wybrać, czy wierzą w jedno, czy w drugie.
Przeciwieństwem inkompatybilizmu jest kompatybilizm, który odrzuca dychotomię determinizm/wolna wola. Kompatybiliści zachowują pojęcie wolnej woli przez to, że definiują je bardziej jako „wolność (brak przeszkód), by działać” – posunięcie, które spotkało się z pewną krytyką.
Inkompatybilizm występuje w co najmniej trzech stanowiskach filozoficznych: libertarianizm przeczy, że wszechświat jest deterministyczny; twardy determinizm przeczy, że istnieje jakakolwiek wolna wola, a pesymistyczny inkompatybilizm (twardy indeterminizm) zaprzecza zarówno zdeterminowaniu wszechświata, jak i istnieniu wolnej woli. Standardowy argument przeciwko wolnej woli stawia jednym poglądom inkompatybilistycznym większe trudności, a innym mniejsze.

## Libertarianizm
Metafizyczny libertarianizm twierdzi, że wolna wola istnieje, a determinizm w ogólności nie. Taki dualizm prowadzi jednak do regresu w nieskończoność. Jeśli jakikolwiek taki swobodny umysł istnieje, wciąż można wysunąć wobec niego zarzut ze standardowego argumentu przeciwko wolnej woli o byciu kształtowanym przez siłę wyższą. Odmienny model, w mniejszym stopniu odrzucający determinizm, zaproponował m.in. libertarianin Robert Kane.
Robert Kane (redaktor Oxford Handbook of Free Will) jest wiodącym filozofem inkompatybilistycznym uznającym w swych teoriach istnienie wolnej woli. Kane zmierza do tego, że osoby winno się uważać za odpowiedzialne moralnie za decyzje, które powstały w procesie z elementem indeterminizmu. Krytycy zarzucają mu niepokonanie największego wyzwania dla takiego podejścia: argumentu z łutu szczęścia (ang. the argument from luck) . Mianowicie, jeśli krytyczny wybór moralny jest sprawą chwilowego łutu szczęścia (niezdeterminowanych fluktuacji kwantowych), to na jakiej podstawie można osobę uważać odpowiedzialną za swój ostateczny czyn? Co więcej, nawet jeśli wyobrazimy sobie, że osoba może zawczasu wykonać akt woli, by uczynić moralne działanie bardziej prawdopodobnym w nadchodzącym krytycznym momencie, ów akt „chcenia” sam byłby dziełem szczęśliwego przypadku.
Libertarianizm w filozofii umysłu jest, sam w sobie, odrębny od noszącej tę samą nazwę doktryny politycznej. Wskazuje on, że mamy wolną wolę, że jest to niekompatybilne z panowaniem determinizmu, oraz że tym samym przyszłość nie jest zdeterminowana. Przykładowo, w tej chwili ktoś mógłby albo kontynuować czytanie tego artykułu, albo je przerwać. Według omawianego stanowiska, skoro może on zadziałać różnie – to dalszy bieg dziejów nie jest obecnie zdeterminowane w ten czy inny sposób.
Pogląd ten przypisuje się m.in. Lukrecjuszowi, który twierdził, że wolna wola powstaje z przypadkowych, chaotycznych ruchów atomów, zwanych „parenklizą”. Dużym zastrzeżeniem wobec takich teorii jest to, że nauka pokazywała stopniowo, że coraz większa część świata fizycznego podlega prawom zupełnie deterministycznym, i zdaje się sugerować, że nasze umysły są tak samo częścią świata fizycznego, jak wszystko inne. Jeśli te założenia są prawdziwe, inkompatybilistyczny libertarianizm może być podtrzymany wyłącznie jako teza, że wolna wola jest zjawiskiem nadprzyrodzonym, wykraczającym poza prawa natury (tak uważały np. pewne ruchy religijne).
Jednakowoż liczne poglądy libertariańskie opierają się dziś na indeterministycznej wizji fizycznego wszechświata, zgodnie z założeniem, że idea deterministycznego wszechświata funkcjonującego „jak mechanizm zegara” stała się nieaktualna odkąd narodziła się mechanika kwantowa. Mając w założeniu wszechświat indeterministyczny, libertariańskie konstrukcje filozoficzne można prezentować jako zgodne z fizyką.
Istnieją więc poglądy libertariańskie bazujące na indeterminizmie i fizykalizmie, skąd już niedaleko do naturalizmu. Zasadniczym problemem dla takiego naturalistycznego libertarianizmu jest wyjaśnienie, jak indeterminizm może być kompatybilny z racjonalnością i z odpowiednimi powiązaniami pomiędzy osobistymi przekonaniami, pożądaniami, ogólną osobowością a czynami. Robert Kane proponuje pewien rodzaj naturalistycznego libertarianizmu, w którym podkreśla się, że jeśli nasza osobowość jest formowana indeterministycznie (w „samokształtujących się czynach”), to nasze działania mogą wypływać z uświadamianej sobie osobowości, a mimo to wciąż być inkompatybilistycznie wolnymi.
Zaproponowano też stanowiska libertariańskie bazujące na indeterminizmie bez założenia naturalizmu, za to ze ścisłym dualizmem świata fizycznego i duchowego. W czasie, gdy C.S. Lewis pisał Cuda, mechanika kwantowa (i fizyczny indeterminizm) zaledwie zaczynała być akceptowana, a mimo to Lewis przedstawił logiczną możliwość tego, że o ile okazałoby się, że świat fizyczny jest indeterministyczny, dałoby to punkt wejścia (interakcji) do układu tradycyjnie uznawanego za zamknięty, przy czym zdarzenie opisywane naukowo jako prawdopodobne/nieprawdopodobne mogłoby być opisane filozoficznie jako działanie bytu niefizycznego na fizyczną rzeczywistość (zwracając uwagę, iż z fizykalistycznego punktu widzenia byt niefizyczny musi być niezależny od własnej tożsamości lub umysłowego przetwarzania istoty czującej). Lewis wspomina o tym tylko mimochodem, czyniąc jasnym, że jego teza nie zależy od tego stanu rzeczy w żaden sposób.
Inni mogą posługiwać się pewną formą tzw. anomalnego monizmu Donalda Davidsona, by sugerować, że choć umysł jest istotnie częścią świata fizycznego, wprowadza on inny poziom opisu tych samych faktów, a zatem, mimo że istnieją deterministyczne prawa według opisu fizycznego, nie ma takich praw według opisu umysłowego, a zatem nasze działania są wolne i niezdeterminowane.

## Twardy determinizm
Ci, którzy odrzucają wolność woli i akceptują determinizm, nazywani są (w zależności od źródeł) „twardymi deterministami”, twardymi inkompatybilistami, niewierzącymi w wolną wolę, iluzjonistami lub imposybilistami. Wierzą oni, że nie ma wolnej woli i że każde przeciwne przeświadczenie jest łudzeniem się. Nie przeczą oni, że człowiek ma dążenia, lecz mówią, że owe dążenia są przyczynowo zdeterminowane przez nieprzerwany łańcuch wcześniejszych zdarzeń. Zgodnie z tą filozofią, żadne całkowicie przypadkowe, spontaniczne, tajemnicze czy cudowne zdarzenia nie występują. Determiniści niekiedy podnoszą, że byłoby uporczywym opierać się wywnioskowanemu z nauki determinizmowi na podstawie samej tylko intuicji związanej ze swym wrażeniem swobody. Według ich rozumowania historia rozwoju nauki sugeruje, iż to determinizm jest logiczną metodą, według której działa rzeczywistość.
William James powiedział, iż filozofowie (i naukowcy) mają „niechęć do idei przypadku”. Absolutna przypadkowość, która jest możliwą implikacją z mechaniki kwantowej i zasady nieoznaczoności, oznacza brak jakiejkolwiek przyczynowości. Możliwość ta jest wyzwaniem wobec poglądów o konieczności istnienia przyczynowych i mających oparcie w prawach natury wyjaśnień dla wszystkich zdarzeń.

### Konsekwencje moralne
Jako że wielu wierzy, iż wolna wola jest konieczna, by istniała odpowiedzialność moralna, stanowisko deterministyczne może mieć destrukcyjne konsekwencje dla ich teorii etyki.
Jako rozwiązanie tego problemu zasugerowano, że w celu zachowania odpowiedzialności moralnej i koncepcji etycznych, można by wprowadzić tzw. „złudzenie” wolnej woli. I to mimo myślenia, że wolna wola nie istnieje ze względu na determinizm. Krytycy argumentują, że takie posunięcie czyni moralność po prostu kolejnym „złudzeniem” lub, inaczej, że jest ono po prostu dwulicowe.
Z kolei determiniści wskazują, że nawet jeśli negowanie wolnej woli sprawia, że moralność jest niespójna, taki wniosek nie ma wpływu na fakty. Twardzi determiniści często uznają jakiś rodzaj „systemu moralnego”, który wprost opiera się na determinizmie. System moralny deterministy po prostu uznaje, że każde działanie podmiotu w danej sytuacji wynika ze współgrania środowiska i wychowania (np. determinista może uznawać karanie niepożądanych zachowań w celu zmiany zachowania lub dla odstraszenia).

## Twardy inkompatybilizm
Podczas gdy twardy determinizm wprost zaprzecza koncepcji wolnej woli, niektórzy sugerowali, że wolna wola mogłaby być nie do pogodzenia również z niedeterminizmem. Jest to pesymistyczny lub twardy inkompatybilizm i stosowano go jako argument przeciwko inkompatybilizmowi libertariańskiemu.
Zgodnie z założeniami naturalizmu i indeterminizmu, w myśl których istnieje tylko rzeczywistość przyrodnicza i jest ona indeterministyczna – zdarzenia nie są predeterminowane (np. z przyczyn kwantowomechanicznych) i każde zjawisko ma związane ze sobą prawdopodobieństwo wystąpienia – żadne zdarzenie nie może być zdeterminowane przez odczuwaną przez fizyczny organizm wolną wolę, ani też żadne zjawisko nie może być w ogóle przez cokolwiek zdeterminowane. Zazwyczaj (choć nie jest to konieczne) przedstawiciel takiego poglądu nie będzie dostrzegał (w kwestii wolnej woli) jakiejkolwiek zasadniczej różnicy konstrukcji między człowiekiem a niższymi gatunkami.
Twardy inkompatybilizm różni się od twardego determinizmu tym, że nie wyraża zdania co do prawdziwości determinizmu. Zwolennicy twardego inkompatybilizmu zwykle akceptują zarówno libertariańską krytykę pod adresem kompatybilizmu, jak i kompatybilistyczną krytykę libertarianizmu.

## Badania eksperymentalne
W ostatnich latach badacze na polu filozofii eksperymentalnej pracowali nad określeniem, czy zwykli ludzie, mają kompatybilistyczne, czy też inkompatybilistyczne intuicje odnośnie do determinizmu i odpowiedzialności moralnej. Przeprowadzono na ten temat również badania międzykulturowe. Debata o tym, czy ludzie mają kompatybilistyczne, czy inkompatybilistyczne intuicje nie została dotąd jednoznacznie rozstrzygnięta na korzyść żadnej ze stron. Na przykład gdy prezentuje się ludziom abstrakcyjne przypadki, w których pyta się, czy osoba mogłaby być moralnie odpowiedzialna za czyn niemoralny, skoro nie mogła była zrobić inaczej, ludzie raczej odpowiadają „nie” lub dają odpowiedzi inkompatybilistyczne, lecz gdy prezentuje im się konkretny czyn niemoralny, który popełniła konkretna osoba, ludzie mają tendencję mówić, że osoba ta jest moralnie odpowiedzialna za swe działania, mimo że była zdeterminowana (tj. ludzie udzielają też kompatybilistyczne odpowiedzi).